# Vacinação na Índia

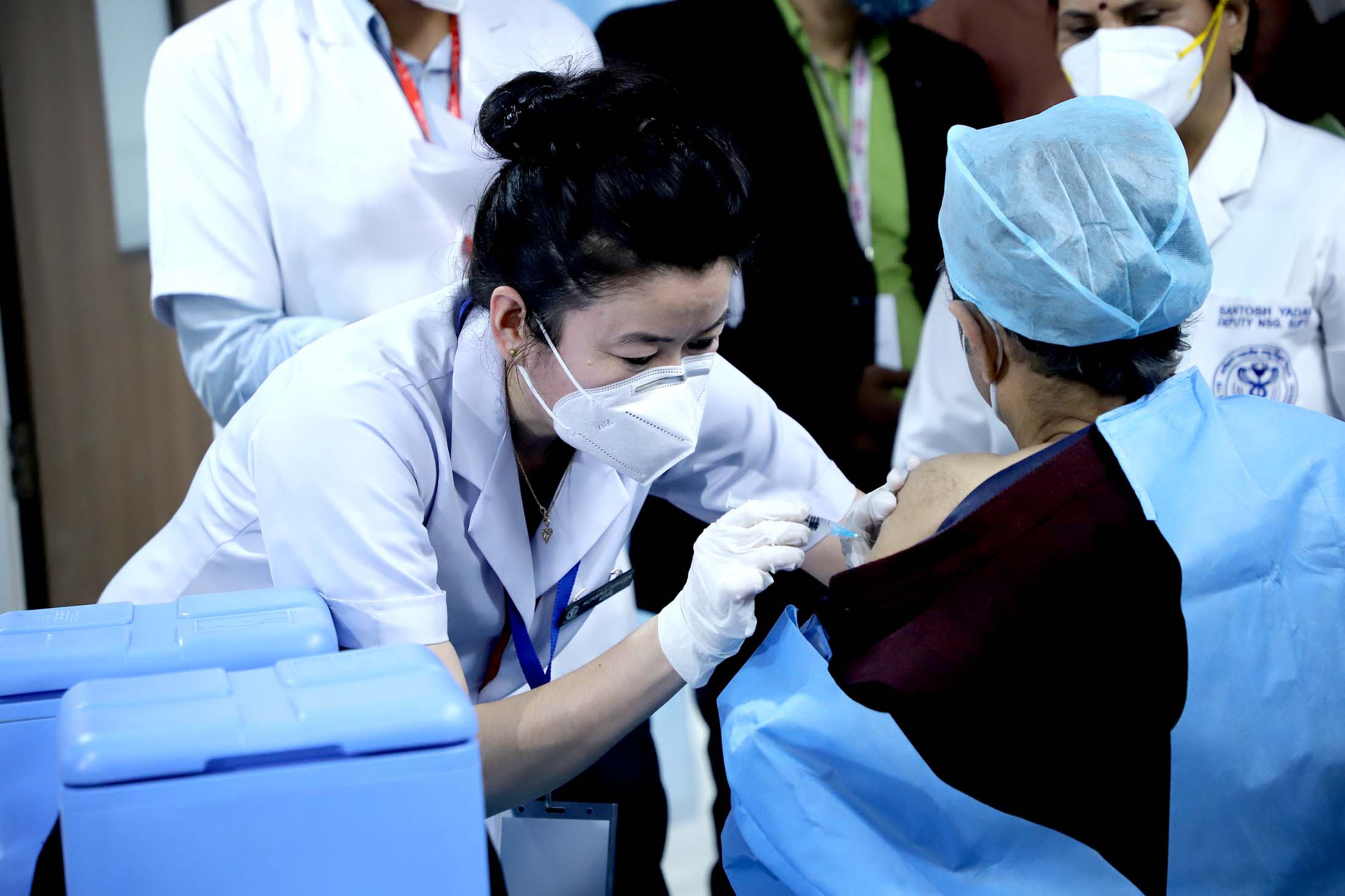
Vacinação contra a COVID-19 é implementada em Nova Deli, Índia. Foto tirada em 16 de janeiro de 2021

A vacinação na Índia abrange a utilização de vacinas na saúde pública indiana e o papel delas na sociedade, política e pesquisas.

## Política de vacinação
O Programa Universal de Imunização (abreviação UIP em inglês) da Índia começou em 1985. O UIP cobre:
- Vacina "BCG" para tuberculose
- Vacina "DPT" para difteria, coqueluche e tétano
- Vacina "OPV" para poliomielite
- Vacina contra o sarampo e rubéola
- Vacina contra a hepatite B
- Vacina contra o tétano
- Vacina pentavalente (difteria, tétano, coqueluche, hepatite B e Haemophilus influenzae)
- Vacina "JE" (encefalite japonesa localizada)
- Vacina contra o rotavírus
- Vacina pneumocócica conjugada

## Vacinas disponíveis

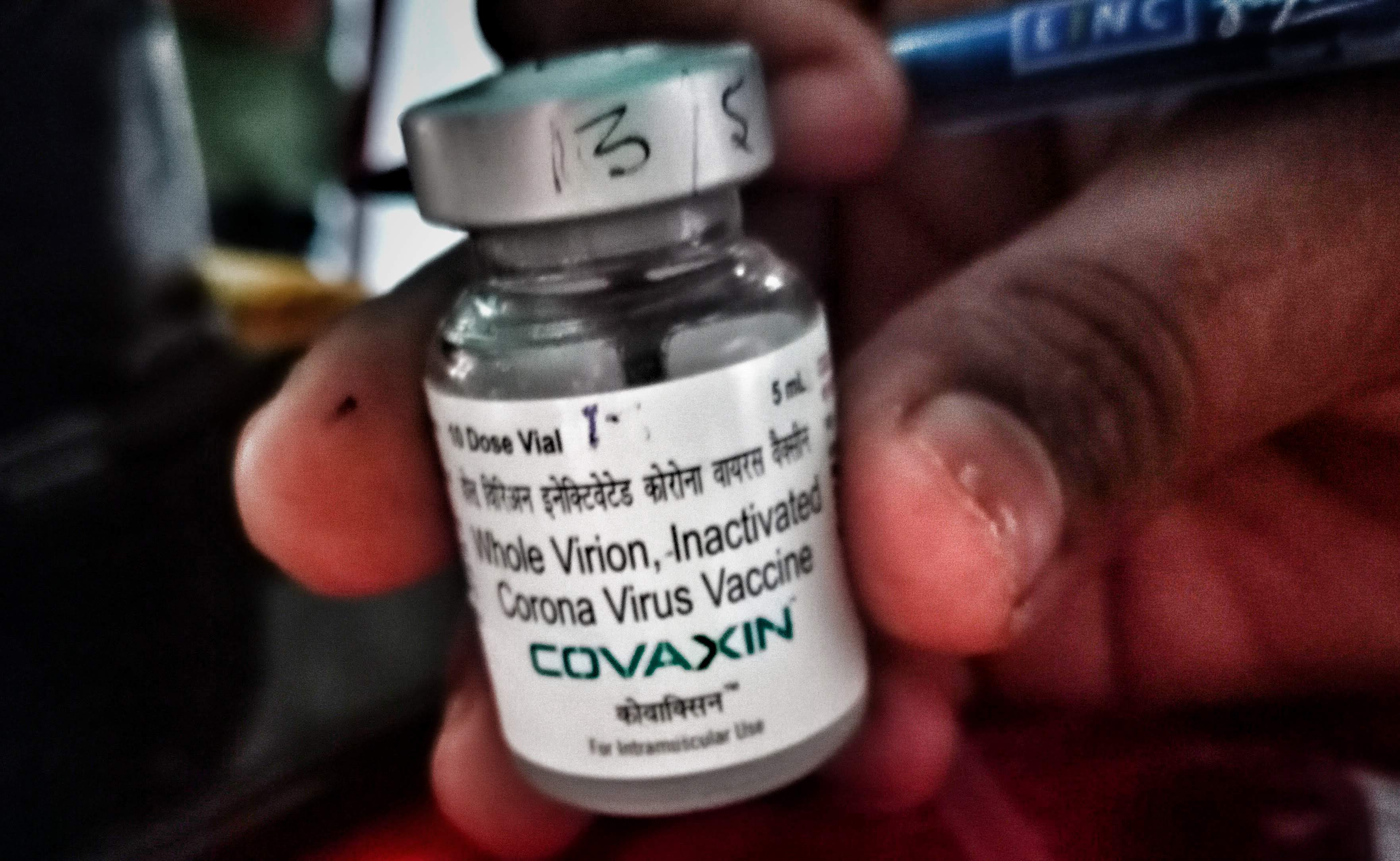
Um frasco de 5ml de Covaxin (BBV152) sendo usado em um subdistrito de Bihar, Índia

### Coronavírus
A Índia vem vacinando contra o coronavírus desde 16 de janeiro de 2021.

### Rotavírus
Quase todas as crianças (globalmente) tiveram pelo menos uma infecção por rotavírus. No entanto, na Índia, as crianças são mais propensas a terem essa infecção diversas vezes, ou seja, elas têm maiores chances de morrerem por causa disso.
Contudo, a Índia implementou a vacina contra o rotavírus em seu Programa Universal de Imunização, o que salvou a vida de muitas delas. Esta vacina é altamente eficaz e vem prevenindo metade dos casos graves de diarreia que ocorreriam no país.

### HPV
O governo indiano está intensificando os esforços para promover a vacina contra o HPV para meninas, na prevenção do câncer do colo do útero. O esforço começou em 2008 com a introdução de uma vacina promissora, já em 2018 o governo começou a fornecer uma versão mais recente e melhorada da mesma vacina.

### Vírus sincicial respiratório
Casos do vírus sincicial respiratório (RSV) na Índia ocorrem principalmente no norte e durante o inverno. Este vírus causa infecção no trato respiratório inferior.

## Segurança
A Índia, como muitos outros países, usa o sistema da Organização Mundial da Saúde para relatar e classificar "Eventos Adversos após a Imunização". A agência governamental que gerencia este programa é responsável tanto por aumentar a segurança quanto dar uma explicação se algum problema ocorrer. Entre 2012 e 2016, o sistema identificou cerca de 1000 casos. Os pesquisadores indianos agiram examinando esses eventos adversos, com o objetivo de melhorar a segurança das vacinas.

## Histórico
Em 1802, uma menina de 3 anos em Bombaim recebeu uma vacina contra a varíola e foi a primeira pessoa a se imunizar na Índia. O governo britânico alegou sucesso e começou a bloquear o uso da inoculação para recomendar a vacinação. Em retrospectiva, a situação era complicada porque as vacinas eram a solução de longo prazo, mas a forma como o governo as introduziu foi prejudicial, afetando o sistema de saúde tradicional e as religiões conservadoras do país.

## Sociedade e cultura
A indústria farmacêutica na Índia é forte e tem uma reputação de produzir boas vacinas para venda e exportação. Normalmente, quando um país produz vacinas, isso significa que a população local tem um bom acesso a elas. Por várias razões, a Índia tem um forte setor de fabricação de vacinas e de acesso a estas (especialmente imunizantes para o público jovem). No entanto, o governo admitiu que a nação tem taxas muito altas de vacinas perdidas/vencidas do que em países comparáveis.
Vários estudiosos deram razões diferentes para o motivo dessa estatística. Uma razão histórica é que a Índia contribuiu intensamente para encorajar o desenvolvimento de vacinas contra a varíola e poliomielite, mas, ao mesmo tempo, deixava de lado a imunização contra outras doenças. Outra explicação poderia ser que o governo indiano subestima os gastos com vacinas em geral. De alguma forma, a população da Índia não se preocupa com vacinas, o que pode ser resultado da falta de educação em saúde pública.
A Índia também tem ativistas da pseudociência que promovem a hesitação à vacina. Entretanto, algumas pesquisas sugeriram que o envolvimento dessa comunidade pode ser considerado um apoio à vacinação na Índia. Por fim, parece haver um apoio à vacinação entre governantes da Índia, mas esse fator (ainda) não se mostrou suficiente para superar as barreiras estruturais e sociais vigentes.

## Vacinas em pesquisa

### Dengue
Há uma vacina contra a dengue disponível desde 2015. No entanto, essa vacina não é eficaz em muitos casos. O governo indiano participa da pesquisa global para desenvolver uma vacina melhorada contra a dengue.

### Leishmaniose
Há pesquisas para fornecer uma vacina contra a Leishmaniose na Índia, mas até o momento não há nenhuma disponível.

## Grupos especiais
Turistas estrangeiros que visitam a Índia contribuem significativamente para a economia. Contudo, pessoas que visitam a Índia de países com diferentes doenças podem não ter vacinas para proteger contra doenças existentes na Índia.
A Organização Mundial da Saúde recomenda diferentes vacinas para turistas em diferentes circunstâncias. A lista inclui a vacina contra difteria, a vacina contra tétano, a vacina contra hepatite A, a vacina contra hepatite B, a vacina contra poliomielite oral, a vacina contra a febre tifoide, a vacina contra varicela, a vacina meningocócica, a vacina antirrábica, a vacina contra febre amarela e a vacina contra encefalite japonesa.
De acordo com autoridades locais, quando os turistas pegam uma infecção na Índia, na maioria dos casos ela poderia ter sido prevenida com uma dessas vacina.